# Maria Bueno
Pour les articles homonymes, voir Audion (homonymie) et Bueno.
Maria Esther Andion Bueno (née le 11 octobre 1939 à São Paulo et morte le 8 juin 2018 dans la même ville) est une joueuse de tennis brésilienne, dont la carrière s'étend de 1958 à 1977.
Elle a remporté 65 titres en simple dames, dont sept titres du Grand Chelem, et 90 titres en double dames, dont onze titres majeurs.
Désignée numéro un mondiale en 1959 en simple, et auteure d'un Grand Chelem de finales en carrière en 1964, elle devient, en 1960, la première joueuse de l'histoire à réaliser le Grand Chelem calendaire en double dames, associée à Christine Truman puis Darlene Hard.
Elle détient un total de dix-neuf titres du Grand Chelem pour trente-cinq finales disputées.
Maria Bueno fait son entrée au International Tennis Hall of Fame en 1978.

## Carrière
Fille d'un homme d'affaires, Maria Bueno commence le tennis à six ans au Clube de Regatas Tietê avec son grand frère Pedro, membre de l'équipe du Brésil de Coupe Davis. Autodidacte, elle participe à ses premiers tournois au Brésil dès douze ans, gagnant le championnat national à quinze ans. En 1957, elle devient championne universitaire pour le Lamar State College de Port Arthur (Texas), puis s'impose à l'Orange Bowl à Miami.
Elle s'aligne dans les compétitions internationales à partir de 1958. Après avoir remporté 14 tournois aux Caraïbes sur 15 disputés, elle se révèle en Europe avec un titre en simple aux Internationaux d'Italie et en double à Wimbledon avec Althea Gibson. En 1959, elle devient la première non-Américaine à remporter Wimbledon et les Championnats des États-Unis la même année. Pour ces exploits, l'Associated Press lui remet le titre d'Athlète féminine de l'année. Elle est célébrée comme une héroïne à son retour dans son pays. En 1960, elle réalise le Grand Chelem en double, s'imposant au Championnat d'Australie avec Christine Truman, puis à Roland-Garros, Wimbledon et l'US Championship avec Darlene Hard. Sur le gazon anglais, elle défend son titre, s'imposant contre la sud-africaine Sandra Reynolds. En 1961, elle tombe malade lorsqu'elle se rend à Paris. Souffrant d'une hépatite, elle passe huit mois au lit et manque le reste de la saison.
En 1962, de retour sur le circuit, elle est au centre d'une polémique à Wimbledon lorsqu'elle apparaît sur le court vêtue d'une robe signée par Ted Tinling, doublée d'un rose italien, de la même couleur que sa culotte. On accusa alors Tinling d'être responsable de la défaite de Bueno en raison de la distraction causée par la robe. Elle revient au premier plan fin 1963 lorsqu'elle bat Margaret Smith en finale des championnats américains. Elle connait ensuite sa meilleure saison en 1964 puisqu'elle atteint la finale à Roland-Garros, s'inclinant contre Smith puis prend sa revanche sur celle-ci à Wimbledon après une finale mémorable (6-4, 7-9, 6-3). Elle triomphe également pour la troisième fois aux États-Unis, ne laissant aucune chance à Carole Caldwell (6-1, 6-0). De nouveau finaliste en Angleterre en 1965 face à Smith puis 1966 contre King, elle remporte cette année-là son dernier tournoi majeur en simple à l'US National contre Nancy Richey (6-3, 6-1).
En 1967, elle se blesse au coude lors des huitièmes de finale du tournoi de Wimbledon. Cela marque la fin de sa domination sur le tennis mondial puisqu'elle avait atteint au moins les demi-finales de 19 de ses 23 derniers tournois du Grand Chelem. En 1968, elle remporte son premier tournoi Open à l'US Open en double avec Margaret Smith. Victime de problèmes physiques aux bras et à la jambe, elle met fin à sa carrière au printemps 1969 après la tournée des Caraïbes. Elle revient à la compétition au milieu des années 1970 et participe aux premières éditions des World Team Tennis. Elle remporte son seul tournoi professionnel à Tokyo en 1974 et atteint les huitièmes de finale à Wimbledon en 1976. Elle dispute l'année suivante son dernier tournoi en simple à São Paulo et revient jouer quelques tournois en double en 1980.
Principale rivale de Margaret Smith puis de Billie Jean King, elle a fait partie des 10 meilleures joueuses au monde pendant 10 années jusqu'en 1968. Elle est désignée n°1 mondiale pendant 4 saisons en 1959, 1960, 1964 et 1966. Meilleure joueuse sud-américaine, Maria Bueno a décroché dix-neuf titres du Grand Chelem, sept en simple, onze en double dames, un en double mixte. Elle a également remporté une soixantaine de tournois internationaux en simple et plus de 90 en double dames.
Son style de jeu élégant et flamboyant lui a valu le surnom de Ballerine du tennis. Elle possédait un jeu offensif très complet qui s'exprimait le mieux sur gazon grâce à un service fluide et des volées audacieuses. Le commentateur de Wimbledon John Barrett l'a surnommé L'hirondelle de São Paulo pour sa capacité à dominer le filet.
Maria Bueno a commenté le tennis pour la chaîne de télévision brésilienne SporTV pendant plusieurs années, parfois avec Gustavo Kuerten, ainsi que pour BBC World Service. Elle a aussi travaillé en tant que consultante pour l'ITF et la Confédération Sud-Américaine de Tennis (COSAT) et a contribué au développement de la professionnalisation du tennis féminin en Amérique du Sud. En 2015, le court central du Centre olympique de tennis de Rio de Janeiro est nommé en son nom.
Souffrant d'un cancer de la bouche depuis 2017, elle décède le 8 juin 2018. Le tournoi de Roland-Garros lui rend hommage par une minute d'applaudissements avant la finale du simple dames entre Simona Halep et Sloane Stephens.

## Récompenses
- Athlète de l'année par l'Associated Press en 1959
- International Tennis Hall of Fame depuis 1978
- Museum and Sports Hall of Fame (New York) en 1993
- Meilleure joueuse d'Amérique du Sud du 20e siècle
- Jean Borotra Sportsmanship Award en 2003[11]